# Назира
Назира (араб.) — один из традиционных приёмов в восточной литературе; произведение, написанное по аналогии с произведением прошлого или современного писателя. Классические поэты также называли его татаббу. Навои называет свою «Хамсу» татаббу к «Пандж ганджи» Низами. Талантливые писатели творчески подходили к тому или иному произведению, стремясь обогатить и развить тему произведения, предвосхитить новые проблемы и идейные мотивы, создать новые образы и характеры. Написание Назиры на добрые произведения поэтов прошлого встречается и в узбекской литературе. Хабиби, Сабир Абдулла, Чархи и другие.